# Strade Bianche
Cet article concerne la compétition masculine. Pour la compétition féminine, voir Strade Bianche féminines.
Les Strade Bianche (« Routes blanches » en italien) sont une course cycliste italienne créés en 2007, sous le nom de Monte Paschi Eroica. La compétition est une classique disputée le premier ou le deuxième samedi de mars, près de Sienne en Toscane. Environ 50 des 200 kilomètres de la course se déroulent sur des routes de terre, à l'image du Tro Bro Leon en France. En 2010, elle change de nom et devient la Monte Paschi Strade Bianche avant de devenir les Strade Bianche en 2012 puis Strade Bianche - Eroica Pro entre 2015 et 2017.
Malgré son histoire récente, cette course est devenue une épreuve reconnue et prisée des coureurs, en raison de son parcours,. De 2007 à 2016, elle fait partie de l'UCI Europe Tour dans la catégorie 1.HC du calendrier cycliste professionnel. La course intègre le calendrier UCI World Tour en 2017. Elle est organisée par RCS Sport (lié à La Gazzetta dello Sport) et se tient le week-end avant Tirreno-Adriatico, environ un mois avant les classiques pavées du mois d'avril.
Depuis 2015, une épreuve féminine, les Strade Bianche Donne ( « Routes blanches des dames »), a lieu le même jour que la course des hommes. La course est tracée sur 100 kilomètres environ, avec 17 kilomètres de chemin de terre qui sont répartis entre cinq secteurs.

## Histoire

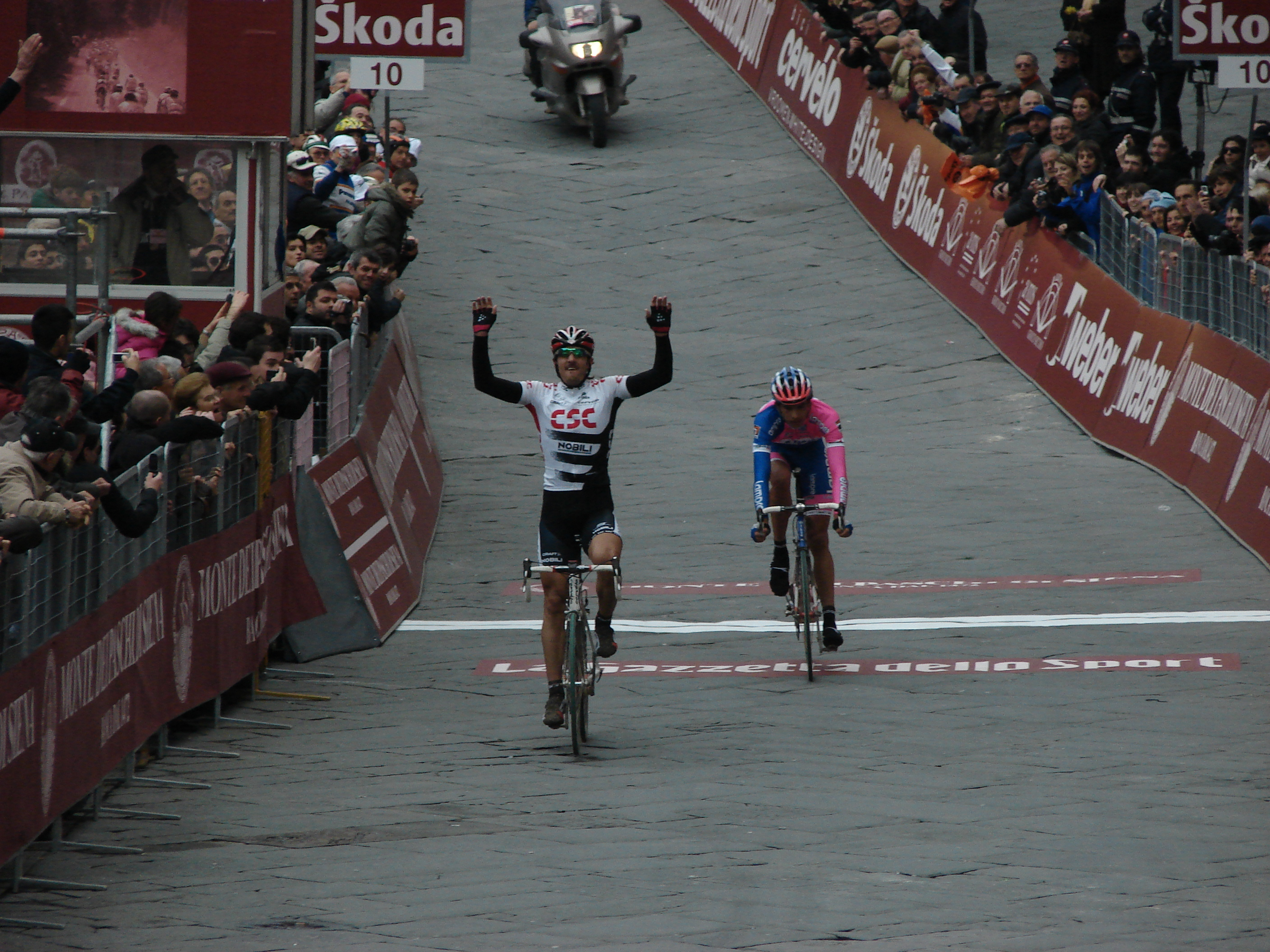
Victoire du Suisse Fabian Cancellara (CSC) sur le Monte Paschi Eroica 2008.

### Monte Paschi Eroica
L'Eroica Strade Bianche (la « course héroïque des chemins blancs ») est créée en 1997 en tant que cyclosportive ou Granfondo (en), une course de loisir pratiquée avec des vélos anciens, sur les chemins de graviers et de terre blancs autour de Sienne. L'événement a encore lieu chaque année le lendemain de la course professionnelle.
En 2007, une course professionnelle est détachée de la cyclosportive. L'édition inaugurale porte le nom de Monte Paschi Eroica et elle est remportée par le Russe Aleksandr Kolobnev. La course a lieu le 9 octobre, elle commence à Gaiole in Chianti et se termine à Sienne. L'organisateur RCS demande aux icônes cyclistes locales Fiorenzo Magni et Paolo Bettini de participer pour promouvoir la course inaugurale. Monte dei Paschi, la plus ancienne banque encore active dans le monde, qui a son siège à Sienne, parraine la course les quatre premières années.
En 2008, l'épreuve est déplacée début mars, au début de la saison des classiques printanières. Le Suisse Fabian Cancellara remporte la deuxième édition. En 2009, les organisateurs changent le nom de la course pour Strade Bianche-Eroica Toscana et en 2010 pour Strade Bianche. Le parcours est allongé de 9 km et un autre secteur de terre est ajouté, portant le total à 57 km.

### Strade Bianche-Eroica Pro
En 2014, le départ de la course est déplacé vers la ville montagneuse de San Gimignano. En 2015, son nom est officiellement changé en Strade Bianche-Eroica Pro après la création de la version féminine. L'épreuve intègre la classe 1.HC au calendrier UCI Europe Tour, soit la plus haute catégorie pour une épreuve d'un jour à l'exception des courses du World Tour. À partir de 2016, Sienne accueille le départ et l'arrivée des Strade Bianche. En raison de la nature de la course et de sa place au calendrier, le peloton présent participe généralement par la suite à Tirreno-Adriatico et Milan-San Remo.
Bien que l'épreuve soit récente, la course a acquis le statut d'une classique assez rapidement, recueillant beaucoup d'attention des médias et devenant une course à ajouter à son palmarès pour les coureurs de classiques. Parmi les gagnants des premières éditions figurent le Suisse Fabian Cancellara, le Belge Philippe Gilbert ou le Polonais Michał Kwiatkowski, soit un palmarès très international. En 2013, Moreno Moser devient le premier vainqueur italien des Strade Bianche. Le spécialiste des classiques, Fabian Cancellara, est le seul coureur à avoir remporté la course trois fois, à chaque fois lors d'une année olympique (2008, 2012 et 2016). L'aura de la course augmente chaque année, à l'image de Tiesj Benoot, vainqueur de l'édition 2018, qui en a fait une priorité de sa campagne des classiques, alors qu'il était forfait pour Milan-San Remo et Paris-Roubaix.
L'édition 2020, d'abord prévue le 7 mars, est annulée quelques jours avant, en raison de la pandémie de Covid-19. C'est la première course World Tour reportée à cause de cette épidémie, et aussi la première à reprendre : elle se déroule finalement le 1er août 2020.

## Parcours

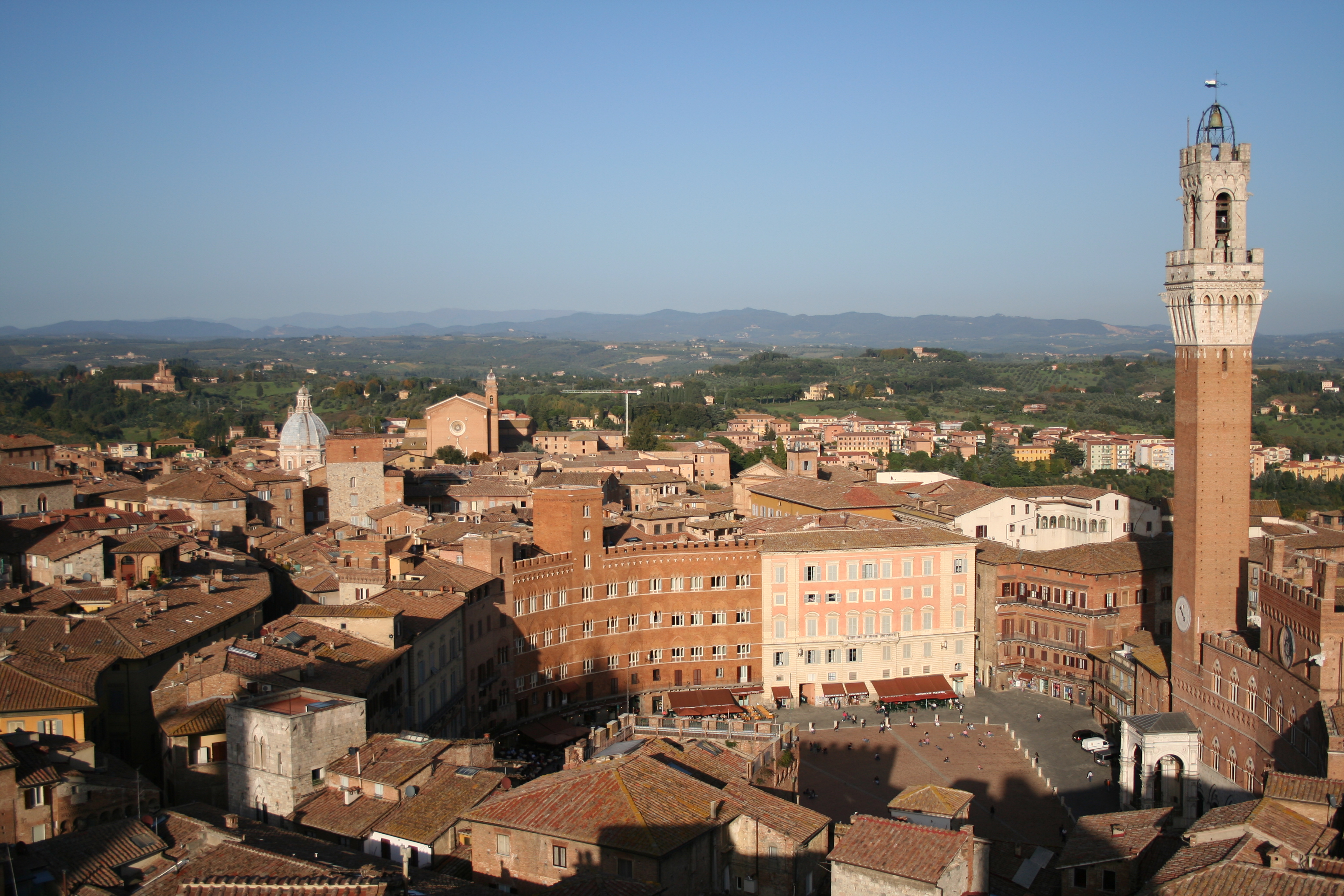
Piazza del Campo à Sienne, lieu d'arrivée des Strade Bianche.

### Tracé

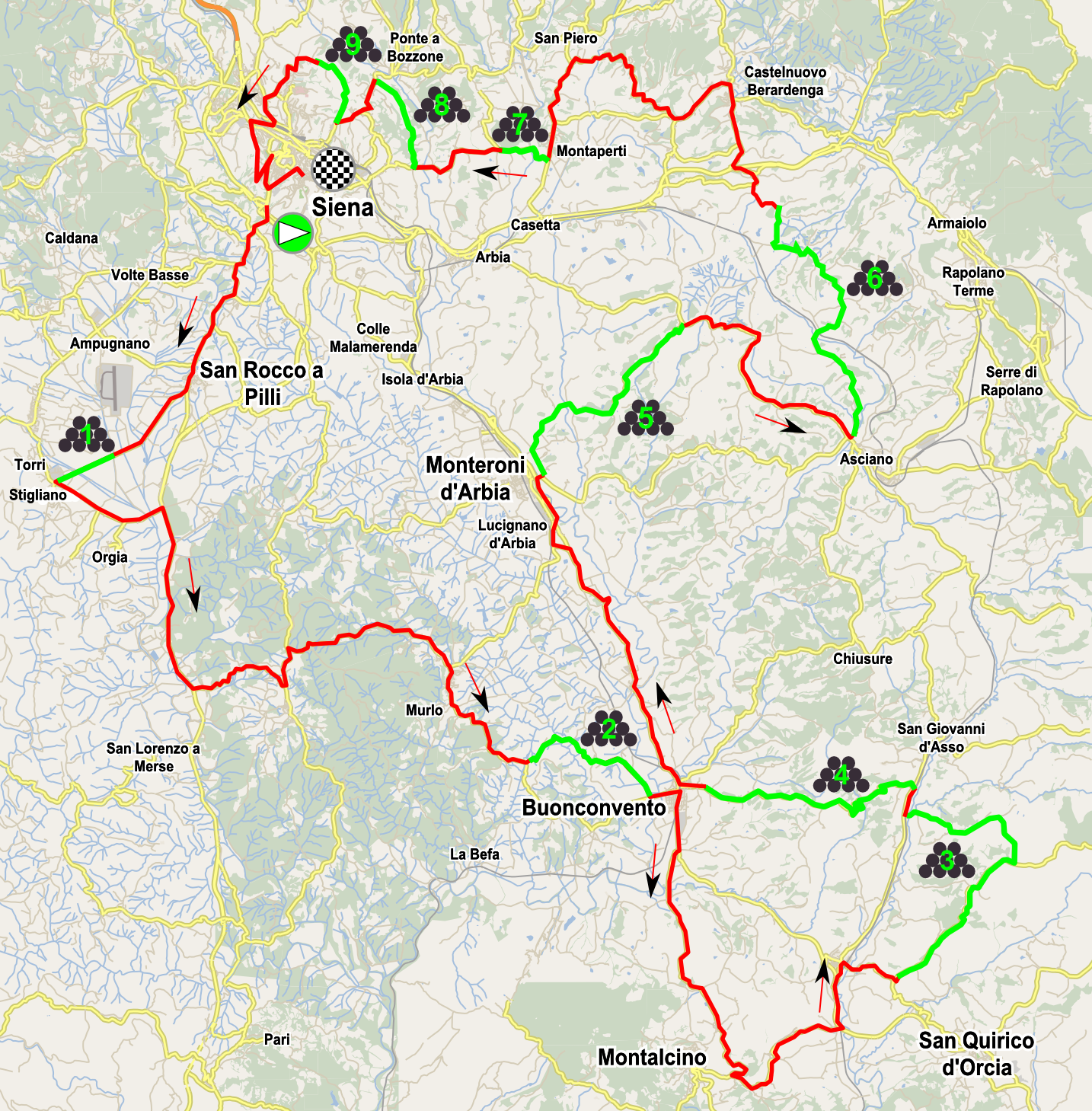
Tracé de la course en 2016

La course commence et se termine dans la ville de Sienne, qui figure au patrimoine mondial de l'UNESCO. Le parcours se compose de 176 kilomètres sur un terrain accidenté en traversant la Province de Sienne en Toscane du sud, dont neuf secteurs de chemins de gravier, soit un total de 52,8 km,. L'arrivée est située sur la célèbre Piazza del Campo de Sienne, au cœur de la cité médiévale, après avoir escaladé dans le dernier kilomètre la montée raide, étroite et très légèrement pavée de la Via Santa Caterina. En 2014, Michał Kwiatkowski remporte l'épreuve en distançant Peter Sagan sur ce tronçon final. C'est également dans cette même montée finale que Julian Alaphilippe et le Danois Jakob Fuglsang se disputent la victoire lors de l'édition 2019, remportée par le Français.

### Secteurs de graviers
Les chemins de gravier blanc, typique de la campagne toscane, fournissent le caractère unique de la course. Ils sont généralement utilisés comme chemins de campagne et chemins agricoles, appelés « strade bianche » ou « sterrati » en italien. Ils sont situés à travers les collines et les vignobles de la région du Chianti. Les plus longs et les plus difficiles secteurs sont ceux à Lucignano d'Asso (9,5 km) et Asciano (11 km). Certains des chemins de terre sont plats, d'autres sections comprennent des montées raides et des descentes sinueuses, mettant à l'épreuve les capacités de grimpeurs des coureurs et leurs compétences d'agilité sur un vélo. Le positionnement et la connaissance du parcours se révèlent souvent essentiels. Depuis 2017, l'un des secteurs porte le nom de Fabian Cancellara, après que celui-ci se soit imposé une troisième fois.

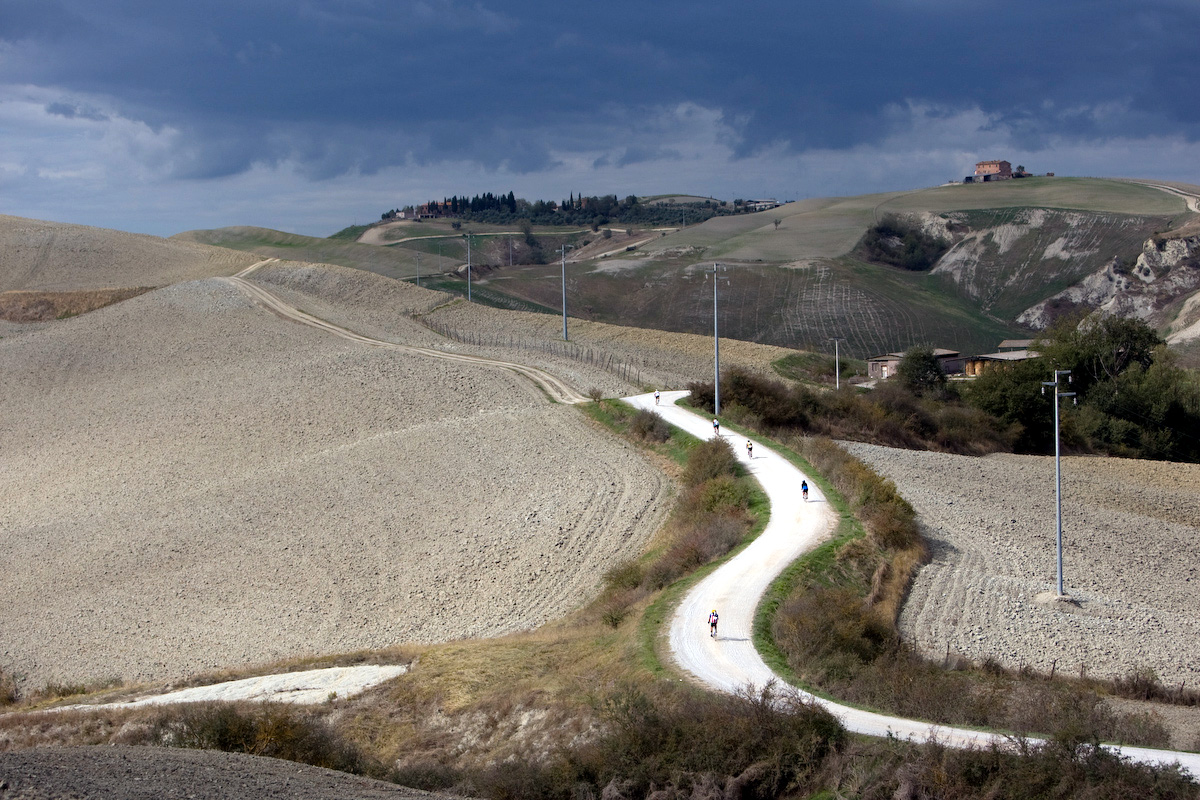
Un des strade bianche dans la province de Sienne, photographié durant l'"Eroica".

Les organisateurs de la course se sont inspirés des deux plus grandes classiques du Nord, en unissant les particularités du Tour des Flandres avec ses bergs (des courts tronçons de monts escarpés) et de Paris-Roubaix avec ses sections pavées exténuantes. Elle est la version italienne des plus emblématiques courses d'un jour de Flandre, comme en témoigne le slogan publicitaire de l'édition 2015 : « La Classica del Nord più a sud d'Europa » (la classique du Nord la plus au Sud de l'Europe).
Angelo Zomegnan, directeur de RCS, explique avant la première édition en 2007 : « Le cyclisme a besoin de quelque chose de nouveau et les coureurs ont besoin d'une motivation […] Cette course est unique et spéciale ». De même, le sprinteur italien Daniele Bennati se montre également enthousiaste au sujet de la course, en déclarant : « Ce fut une sensation de retour en arrière dans le temps, je ne pensais pas que des chemins comme ceux-ci, où l'on voit seulement un tracteur de temps en temps, existaient encore […] Ce sera une course importante qui pourrait devenir une classique importante. Je peux déjà imaginer l'atmosphère de l'arrivée sur la Piazza del Palio ». Huitième en 2014, le Français Warren Barguil considère que la course a tout pour devenir un « Monument du cyclisme ».

## Palmarès

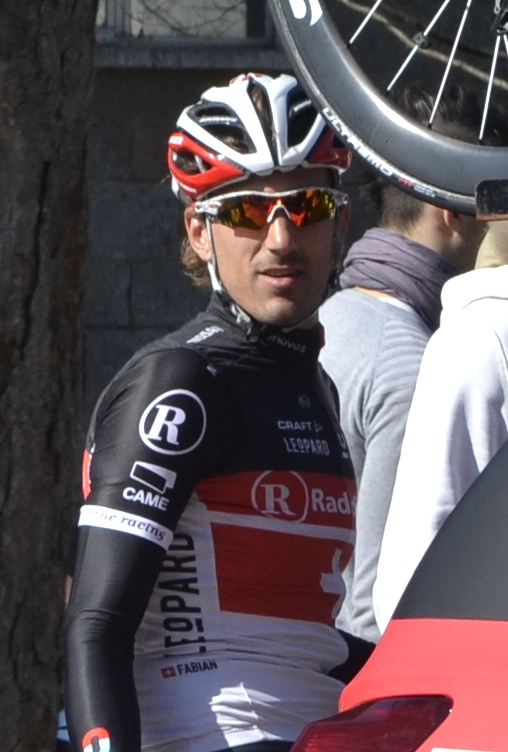
Fabian Cancellara (ici lors de l'édition 2012) remporte la course en 2008, 2012 et 2016.

### Podiums
| Année                       | Vainqueur            | Deuxième           | Troisième             |
| --------------------------- | -------------------- | ------------------ | --------------------- |
| Monte Paschi Eroica         |                      |                    |                       |
| 2007                        | Alexandr Kolobnev    | Marcus Ljungqvist  | Mikhaylo Khalilov     |
| 2008                        | Fabian Cancellara    | Alessandro Ballan  | Linus Gerdemann       |
| 2009                        | Thomas Lövkvist      | Fabian Wegmann     | Martin Elmiger        |
| Monte Paschi Strade Bianche |                      |                    |                       |
| 2010                        | Maxim Iglinskiy      | Thomas Lövkvist    | Michael Rogers        |
| 2011                        | Philippe Gilbert     | Alessandro Ballan  | Damiano Cunego        |
| Strade Bianche              |                      |                    |                       |
| 2012                        | Fabian Cancellara    | Maxim Iglinskiy    | Oscar Gatto           |
| 2013                        | Moreno Moser         | Peter Sagan        | Rinaldo Nocentini     |
| 2014                        | Michał Kwiatkowski   | Peter Sagan        | Alejandro Valverde    |
| 2015                        | Zdeněk Štybar        | Greg Van Avermaet  | Alejandro Valverde    |
| 2016                        | Fabian Cancellara    | Zdeněk Štybar      | Gianluca Brambilla    |
| 2017                        | Michał Kwiatkowski   | Greg Van Avermaet  | Tim Wellens           |
| 2018                        | Tiesj Benoot         | Romain Bardet      | Wout van Aert         |
| 2019                        | Julian Alaphilippe   | Jakob Fuglsang     | Wout van Aert         |
| 2020                        | Wout van Aert        | Davide Formolo     | Maximilian Schachmann |
| 2021                        | Mathieu van der Poel | Julian Alaphilippe | Egan Bernal           |
| 2022                        | Tadej Pogačar        | Alejandro Valverde | Kasper Asgreen        |
| 2023                        | Tom Pidcock          | Valentin Madouas   | Tiesj Benoot          |
| 2024                        | Tadej Pogačar        | Toms Skujiņš       | Maxim Van Gils        |
| 2025                        | Tadej Pogačar        | Tom Pidcock        | Tim Wellens           |

### Vainqueurs multiples
| Victoires | Coureurs           | Années             |
| --------- | ------------------ | ------------------ |
| 3         | Fabian Cancellara  | 2008, 2012 et 2016 |
| 3         | Tadej Pogačar      | 2022, 2024 et 2025 |
| 2         | Michał Kwiatkowski | 2014 et 2017       |

### Victoires par pays
| Victoires | Pays                                                                    |
| --------- | ----------------------------------------------------------------------- |
| 3         | Belgique Slovénie Suisse                                                |
| 2         | Pologne                                                                 |
| 1         | France Grande-Bretagne Italie Kazakhstan Pays-Bas Russie Suède Tchéquie |